# Le Chevalier à la rose (film, 1925)
Pour les articles homonymes, voir Le Chevalier à la rose (homonymie).
Pour plus de détails, voir Fiche technique et Distribution.
Le Chevalier à la rose (Der Rosenkavalier) est un film autrichien réalisé par Robert Wiene, sorti en 1925. Il est tiré de l'opéra éponyme de Richard Strauss.

## Synopsis
À la cour d'Autriche, un mariage se profile entre le baron Ochs et la fille d'un riche marchand. Comme la coutume l'exige, le baron doit trouver quelqu'un qui apporte à la jeune femme une rose d'argent pour lui signifier sa demande. Son amie la Maréchale l'incite à désigner Octavian Rofrano, qui n'est autre que son jeune amant.

## Fiche technique
- Film muet
- Noir et blanc
- Durée : environ 110 min
- Partition de Richard Strauss, modifiée par rapport à son opéra Der Rosenkavalier
- Décorateur : Alfred Roller

## Distribution
- Huguette Duflos : La Maréchale
- Jaque Catelain : Octavian
- Paul Hartmann : Le Maréchal
- Alibert
- Alice Méva

## Première
La première de ce film a eu lieu à l'Opéra de Dresde ; l'orchestre était dirigé par Richard Strauss lui-même.